# Queen Eleanor Memorial Cross
La Croix du Souvenir de la Reine Eléonore est un mémorial à Eléonore de Castille érigé sur le parvis de la gare de Charing Cross, à Londres, en 1864–1865. Il s'agit d'une reconstitution fantaisiste de la croix médiévale d'Eléonore à Charing, l'une des nombreuses croix commémoratives érigées par Édouard Ier d'Angleterre en mémoire de sa première femme. Le monument victorien a été conçu par Edward Middleton Barry, également l'architecte de la gare, et comprend plusieurs statues de la reine Eléonore par le sculpteur Thomas Earp. Il n'occupe pas le site d'origine de la Croix de Charing (détruite en 1647), qui est maintenant occupé par la Statue équestre de Charles Ier réalisée par Hubert Le Sueur.

## Description
Barry a basé le mémorial sur les trois dessins survivants de la Croix de Charing, dans la Bodleian Library, le British Museum et la collection de la Royal Society of Antiquaries. Cependant, en raison de la nature fragmentaire de ces preuves, il s'est également inspiré d'un plus large éventail de sources, y compris les autres croix d'Eléonore survivantes et la tombe de la reine Eléonore à l'abbaye de Westminster. Dans cette recherche de précédents, Barry a été aidé par son collègue architecte Arthur Ashpitel. Les armoiries d'Angleterre, de León, de Castille et de Ponthieu figurent sur le monument. 